# 배리 마셜
배리 J. 마셜(Barry J. Marshall, AC, FRS, 1951년 9월 30일 ~ )은 오스트레일리아의 생리학자이다. 그는 헬리코박터 파일로리가 위염 등 위장 질환의 원인임을 증명하여 종전의 위궤양은 스트레스, 자극적인 음식, 위산 과다 때문에 생기는 것이라는 단순한 통설을 뒤집은 것으로 유명하다.
1974년에 웨스턴오스트레일리아 대학에서 의학과 약학으로 박사 학위를 받았다. 1981년에는 왕립 퍼스 병원에서 위염에 관심있는 병리학자인 로빈 워런을 만나 같이 위염에 관한 세균을 찾는 연구를 했다. 이듬해 헬리코박터 파일로리 세균이 위염과 위암에 영향을 주는 것이라는 가설을 세웠다.
당시 학계의 다른 학자들은 위산 속에서 세균이 절대 살아남을 수 없다고 믿었기 때문에 이 가설을 웃음거리로 여기고 인정하지 않았다. 그러자, 마셜은 1984년에 프리맨틀 병원에서 실시한 실험을 통해 자신의 가설이 코흐의 공리에 맞는다는 것을 밝혔다. 그는 스스로 배양한 균이 든 시험관을 통째로 마신 뒤 위궤양이 일어난 것과, 그 위궤양이 항생제로 치료된다는 것을 보인 것이다.
과학자 배리 마셜과 로빈 워런은 헬리코박터 파일로리균을 발견한 공로로 2005년 노벨 생리학·의학상을 수상하였다. 마셜은 노벨 생리학·의학상을 받기 전에 대한민국의 유제품 생산업체인 한국야쿠르트에서 생산한 발효유 제품인 헬리코박터 프로젝트 윌 광고에 나왔다.